# Areni
Areni este un cartier al municipiului Suceava, mărginit de cartierele George Enescu la vest, zona centrală la est și Mărășești la nord.

## Istoric
La data de 13 decembrie 1595, pe terenul unde se află astăzi cartierul Areni a avut loc lupta dintre oștile lui Ștefan Răzvan și Ieremia Movilă. Ștefan Răzvan a fost înfrânt, prins și tras în țeapă de Movilă.
Între anii 1891–1903, în timpul mandatului primarului Franz Des Loges, a fost construită aici clădirea Spitalului districtual, care a purtat în epocă denumirea de „Casa publică generală a bolnavilor din Suceava”. Spitalul a fost ridicat pe locul unei clădiri mai vechi ce data de la începutul secolului al XIX-lea. Ansamblul spitalicesc era format dintr-o clădire principală și patru pavilioane, cu un total de 14 saloane cu o capacitate de 70 de paturi, o sală de operații, patru cabinete ale medicilor și personalului, o cameră mortuară, laboratoare și magazii, beciuri pentru gheață etc. Complexul spitalicesc era înconjurat de un parc. În 1964, vizavi de Spitalul Vechi, s-a construit o clădire modernă a Spitalului Județean Suceava.
Cartierul Areni a fost construit între anii 1960 și 1975, aici aflându-se suprafețe mari de spații verzi, blocuri de locuințe și mai multe instituții ale orașului. O parte semnificativă din teritoriul cartierului este ocupată de Stadionul Areni, dat în funcțiune în 1963, și de campusul Universității „Ștefan cel Mare”, singura instituție de învățământ superior din Suceava. De asemenea, în Areni se găsesc mai multe locuri de petrecere a timpului liber pentru tineri (baruri, restaurante etc).
Cartierul este străbătut de bulevardul 1 Mai și de străzile Ștefan cel Mare, Universității, Mihai Viteazul și Alexandru cel Bun.

## Obiective
În cartierul Areni sunt localizate următoarele instituții și obiective importante ale Sucevei:
- Primăria Municipiului Suceava
- Universitatea „Ștefan cel Mare”
- Palatul de Justiție
- Policlinica Areni
- Spitalul Vechi
- Stadionul Areni
- Planetariul și Observatorul Astronomic
- Direcția Silvică
- Inspectoratul de Poliție Județean
- Poliția Municipiului Suceava
- Inspectoratul pentru Situații de Urgență „Bucovina”
- Centrul pentru Susținerea Tradițiilor Bucovinene
- Institutul de Proiectări
- Stațiunea de Cercetări Agricole
- Parcul Universității
- Parcul Vladimir Florea
- Patinoarul artificial

Pe teritoriul cartierului Areni au fost amplasate câteva monumente de for public:
- Statuia „Aruncătorul de ciocan” (în Parcul Universității, operă a sculptorului Ion Jalea);
- Statuia „Bucuria vieții” (în fața clădirii Policlinicii Areni, lângă Parcul Vladimir Florea);
- Statuia „Pompierul” (în fața Bisericii militare Sfântul Ierarh Iosif cel Nou de la Partoș, vizavi de ISU „Bucovina”);
- Bustul lui Franz Ritter von Des Loges (lângă sediul Primăriei, operă a sculptorului Virgil Scripcariu);[4]
- Bustul lui Ștefan cel Mare și Monumentul comemorativ al Poliției (în fața clădirii Inspectoratului de Poliție Județean);
- Mozaicurile parietale „Miorița”, „Nunta”, „Primăvara” și „Vânătoarea” (pe pereții a patru blocuri de locuințe din bulevardul 1 Mai).

## Imagini

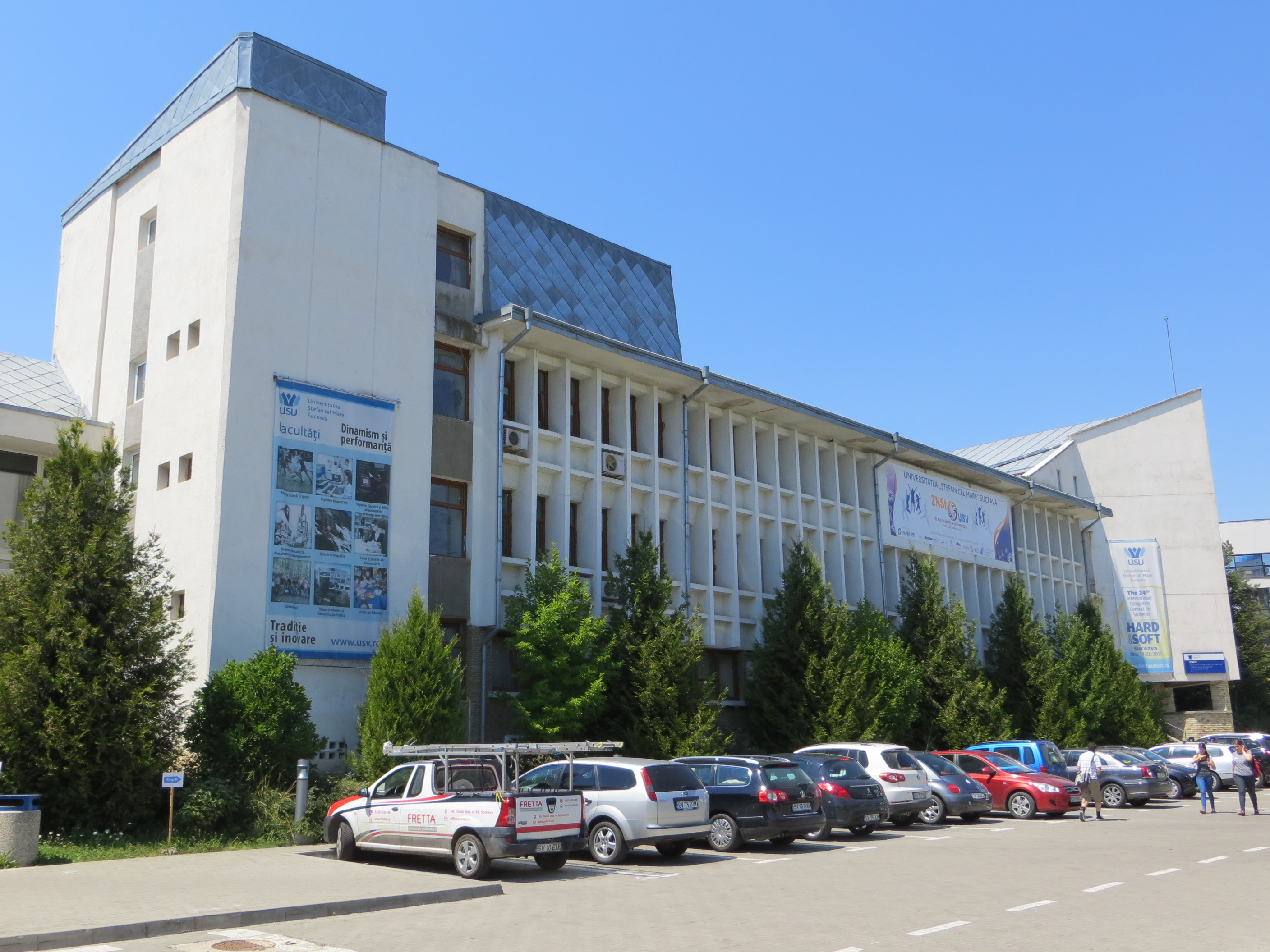
Universitatea „Ștefan cel Mare”
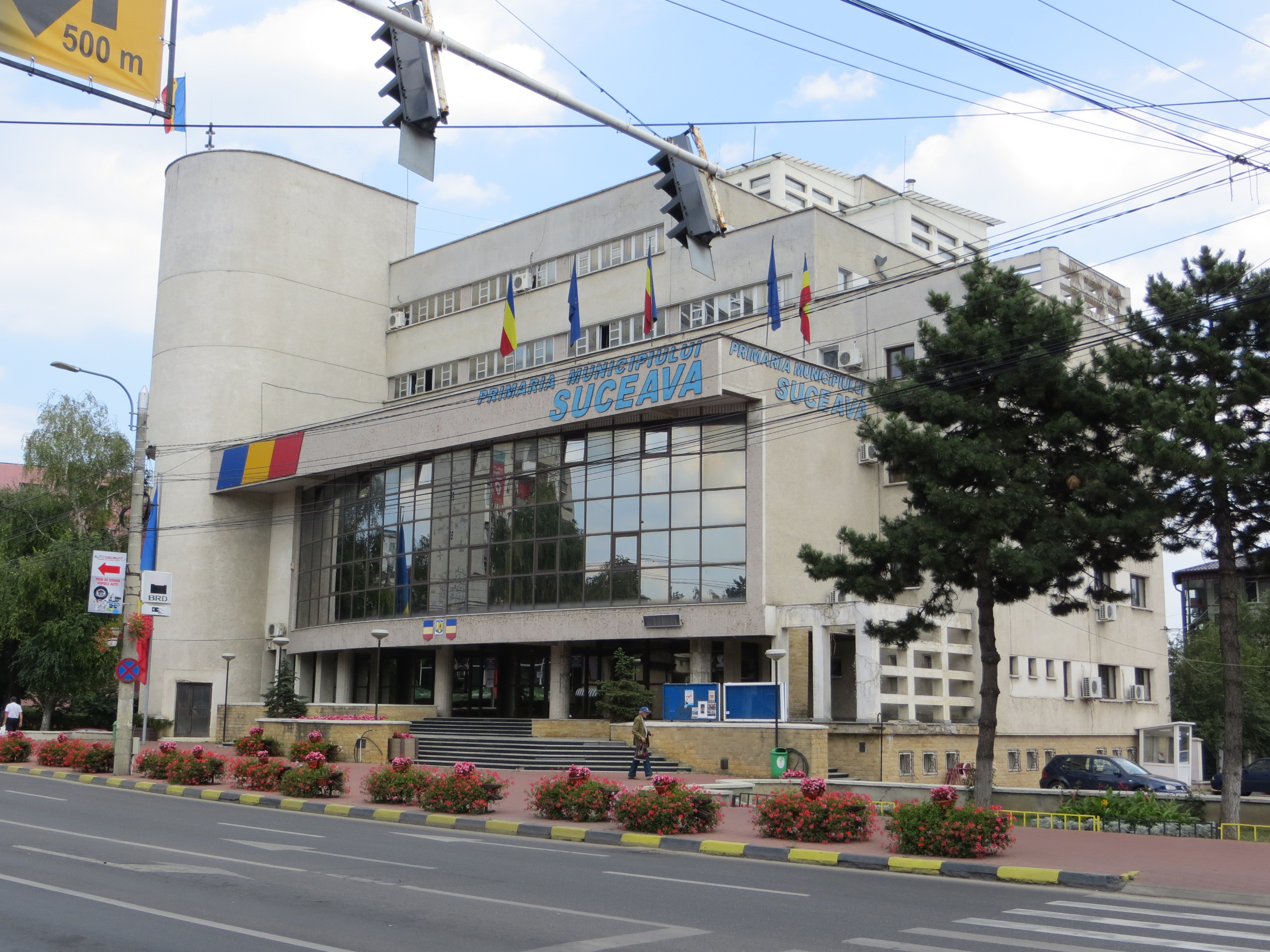
Sediul Primăriei Suceava
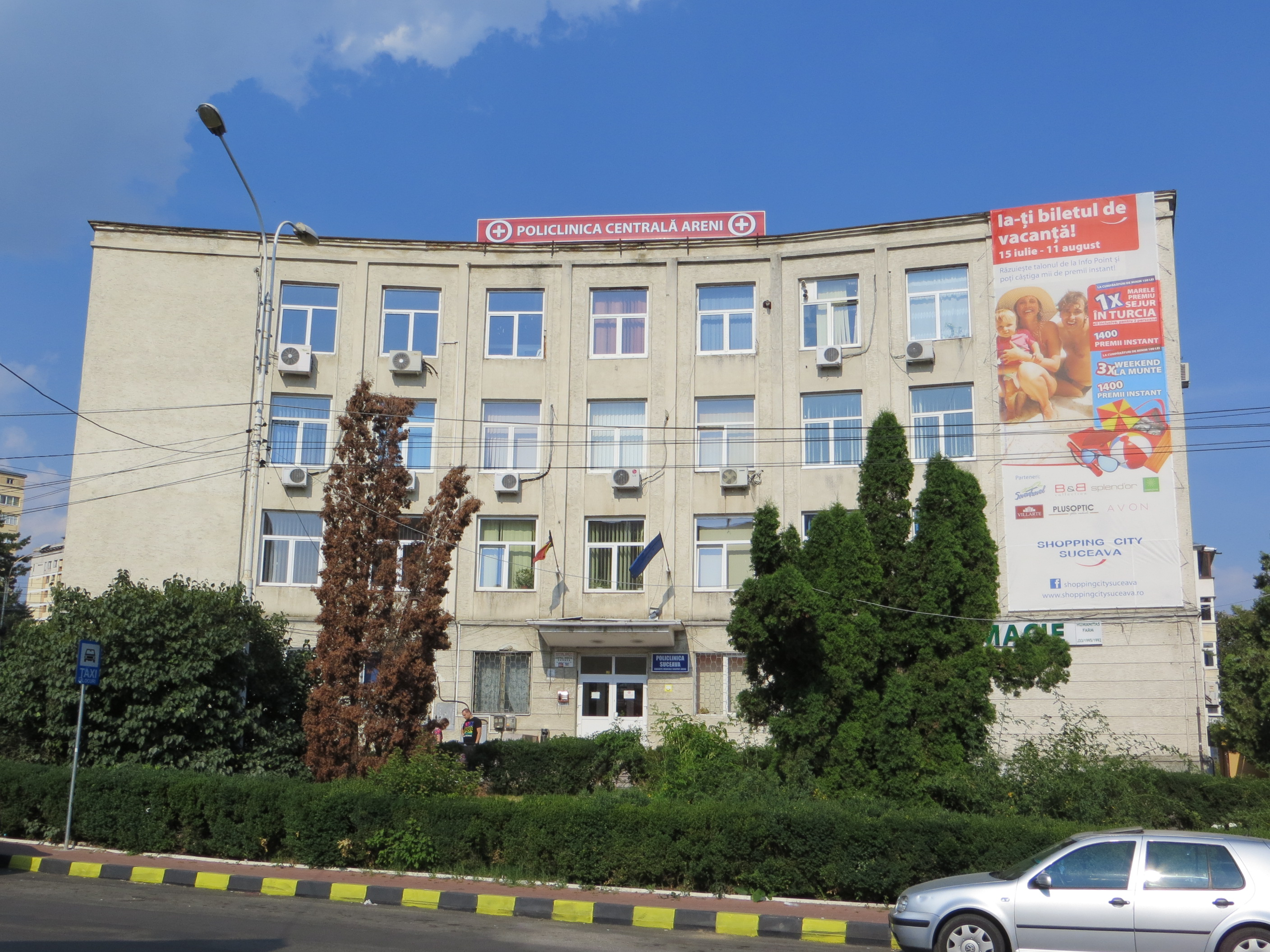
Policlinica Areni
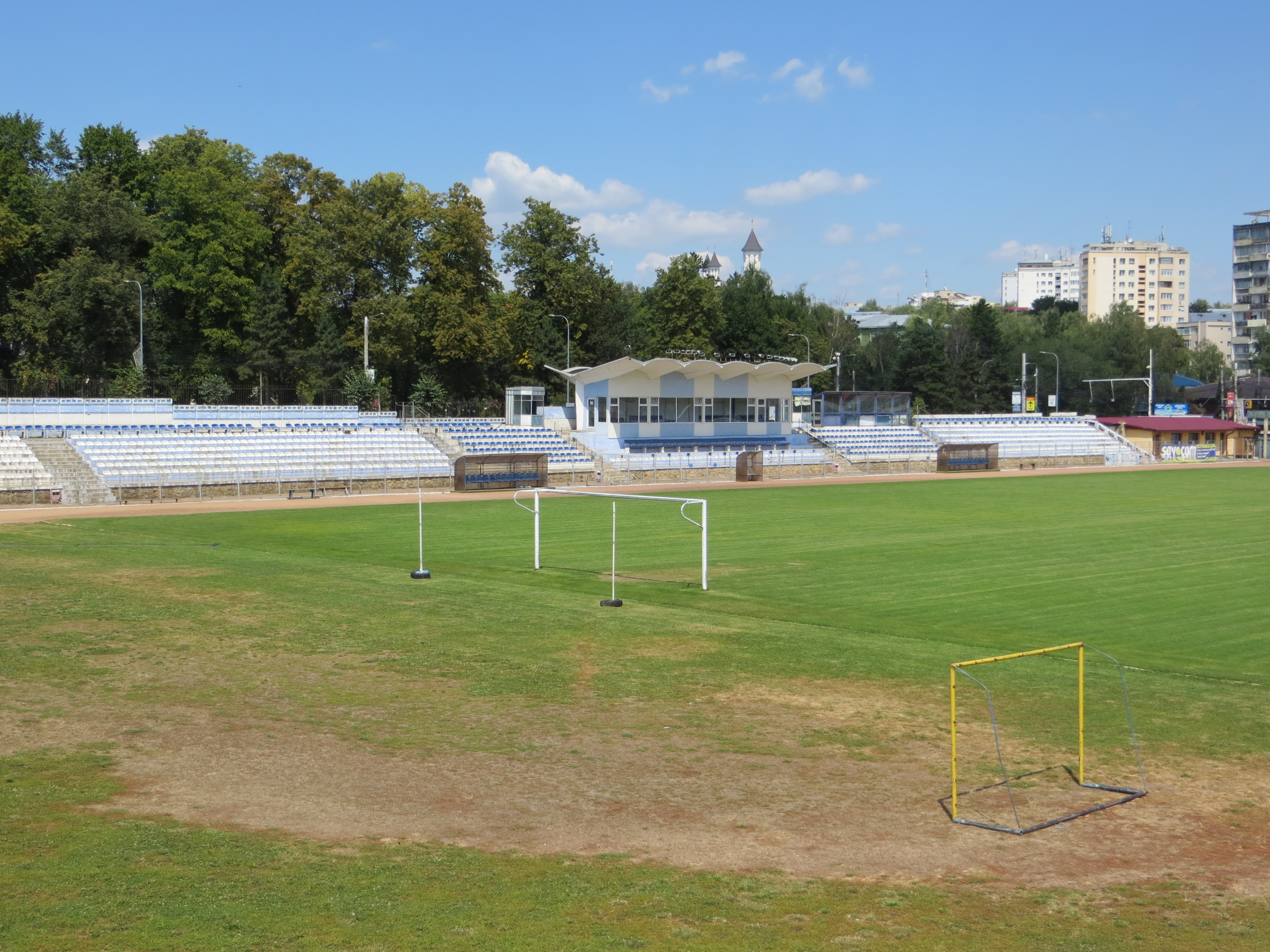
Stadionul Areni
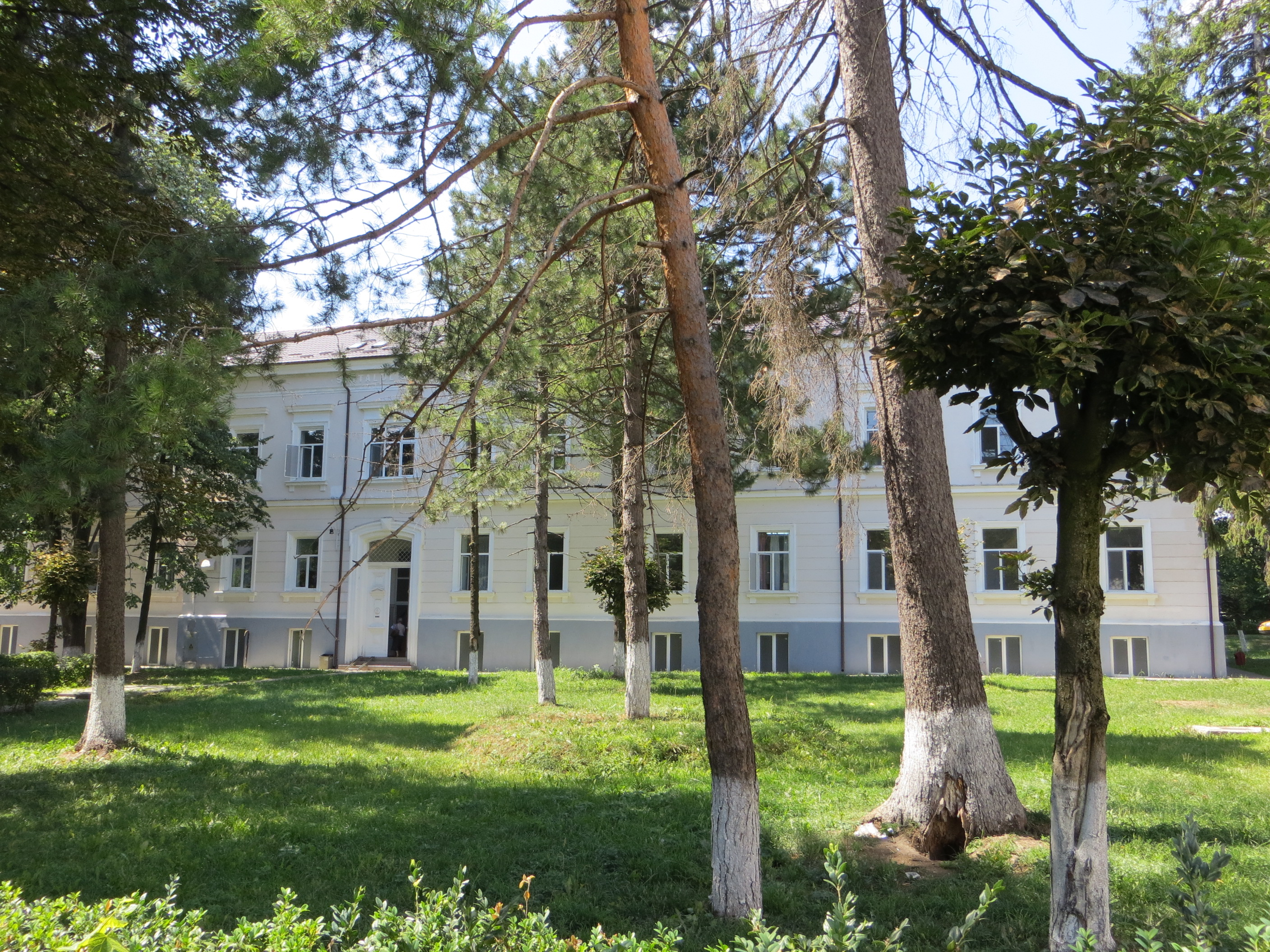
Spitalul Vechi
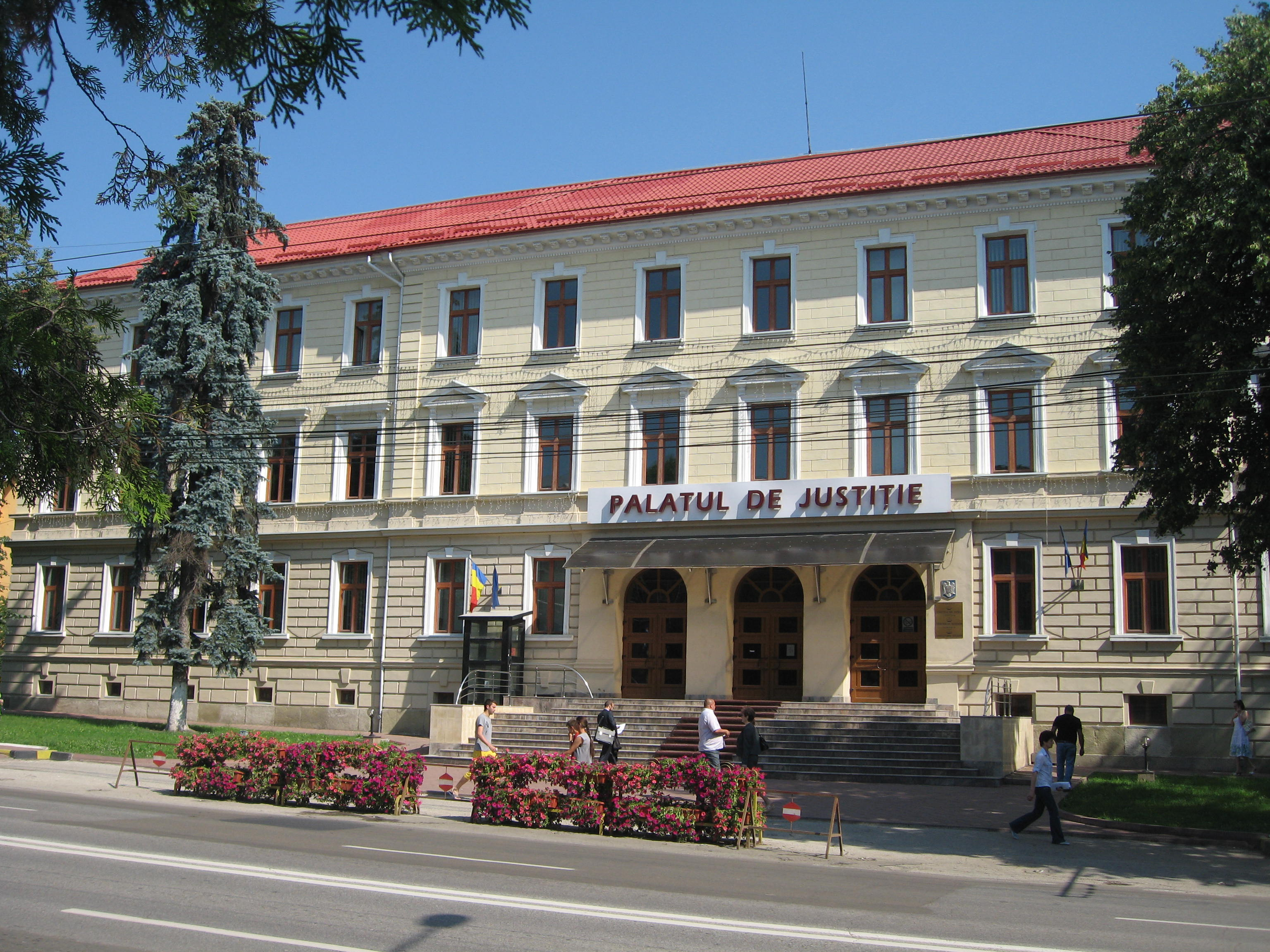
Palatul de Justiție
Planetariul și Observatorul Astronomic
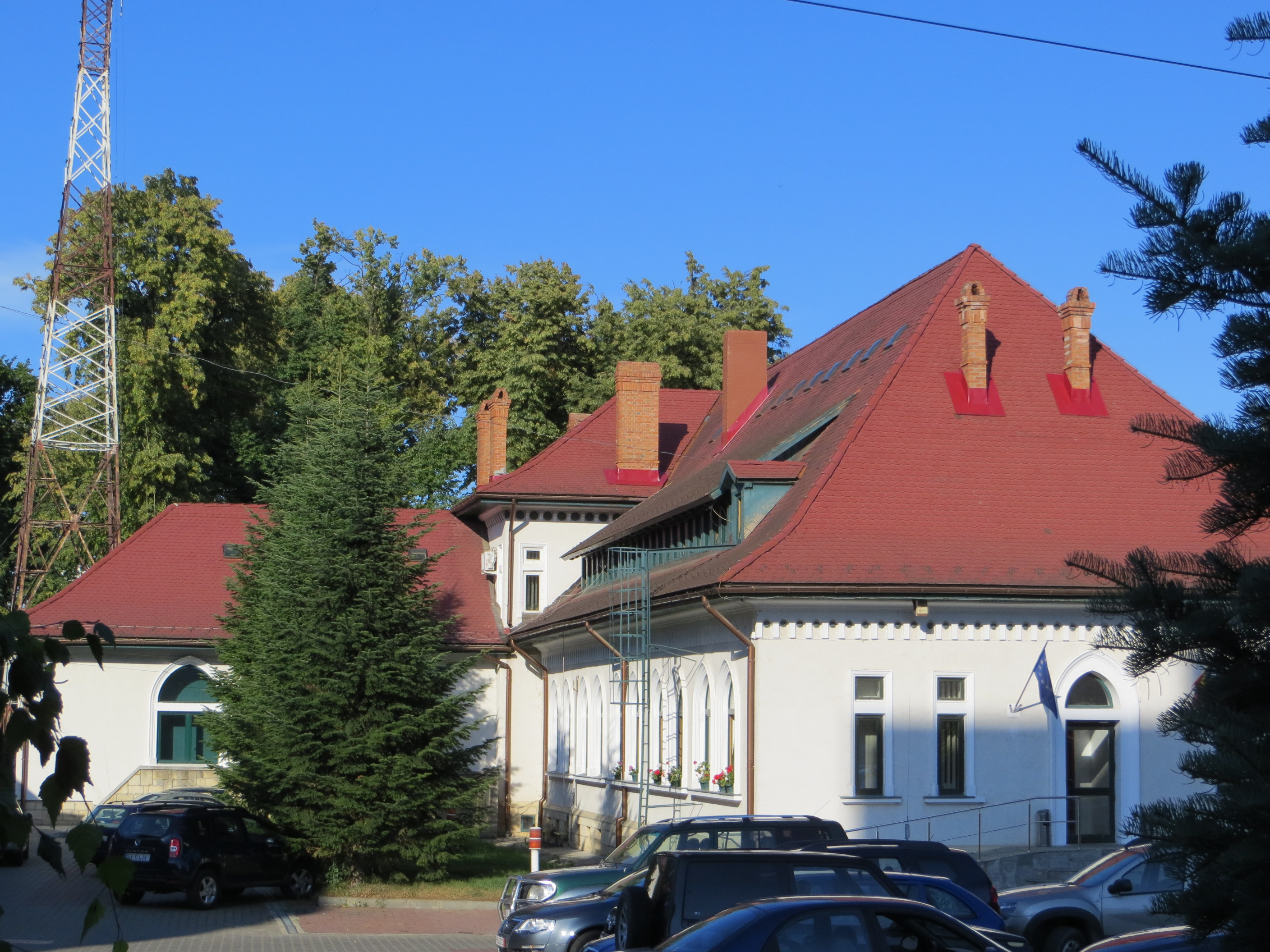
Clădirea Direcției Silvice
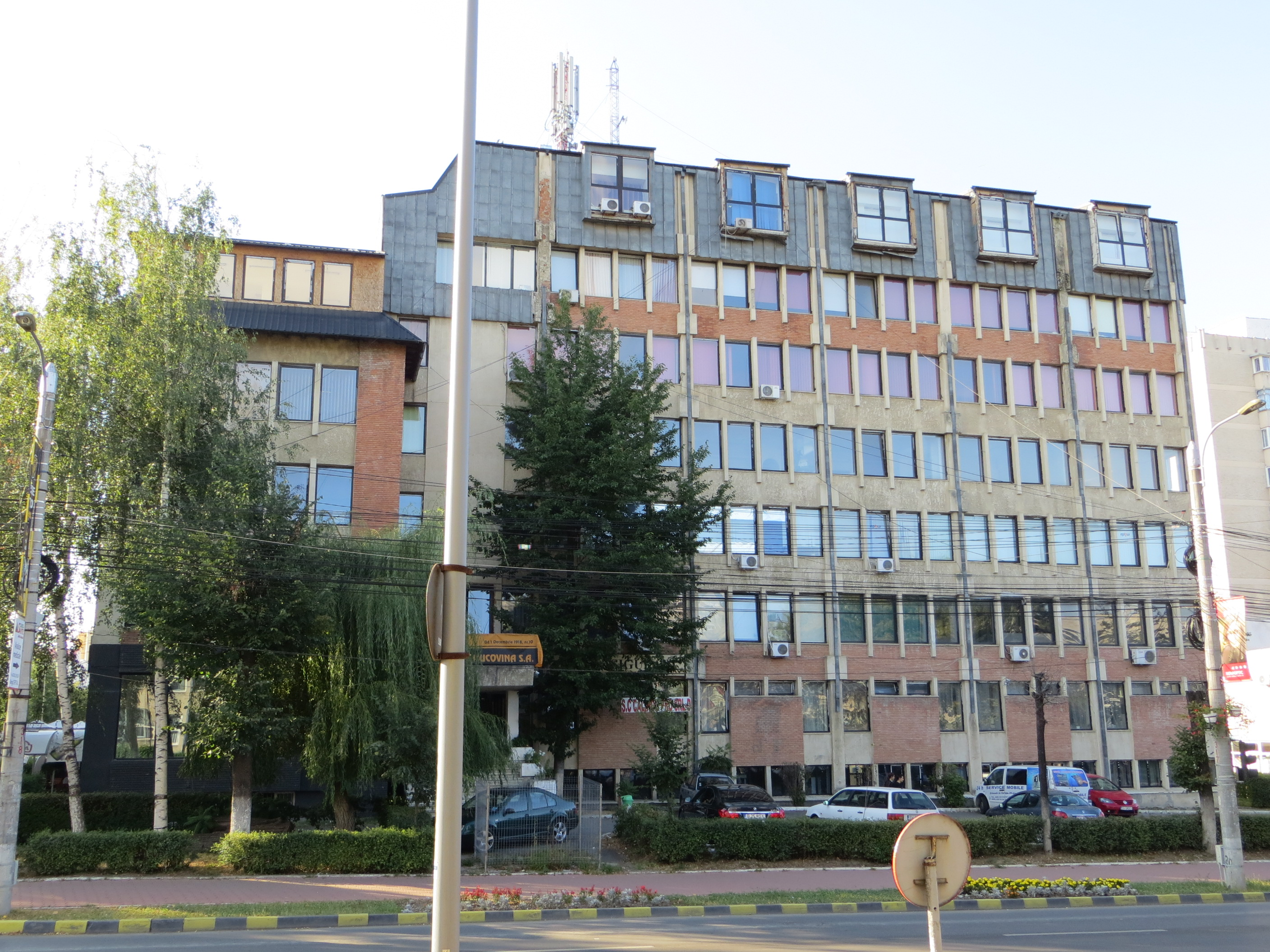
Clădirea Institutului de Proiectări
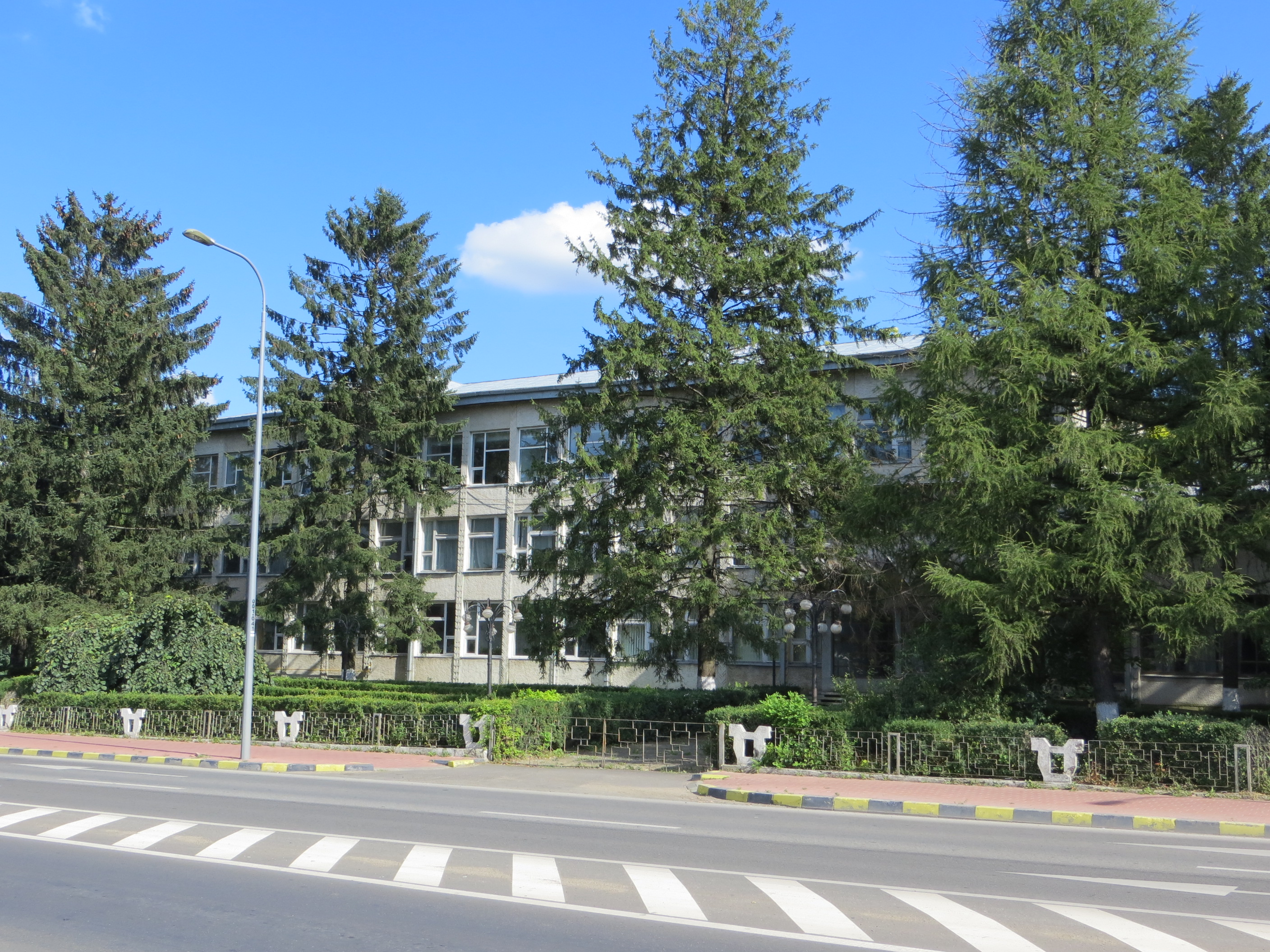
Stațiunea de Cercetări Agricole
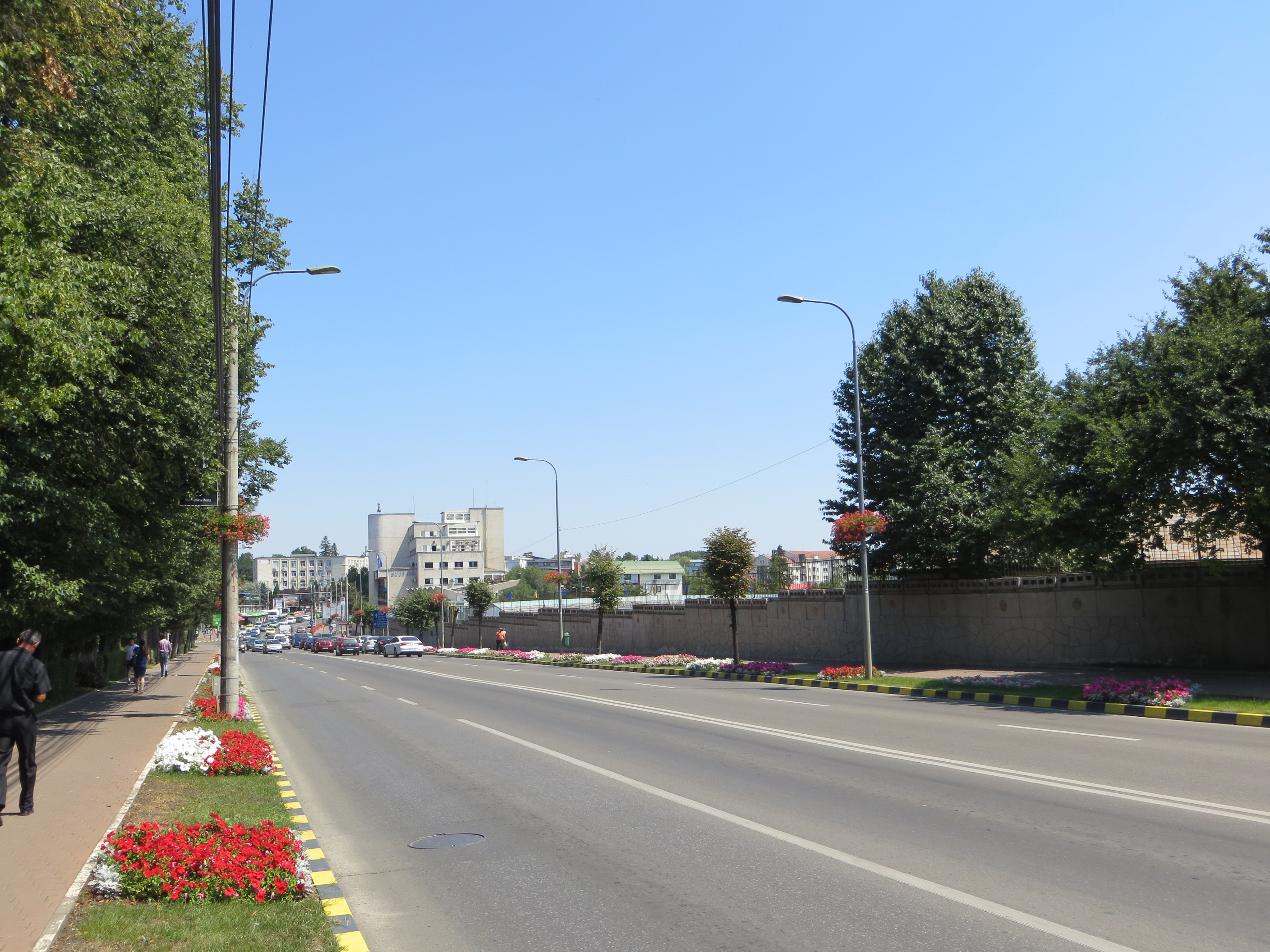
Bulevardul 1 Mai
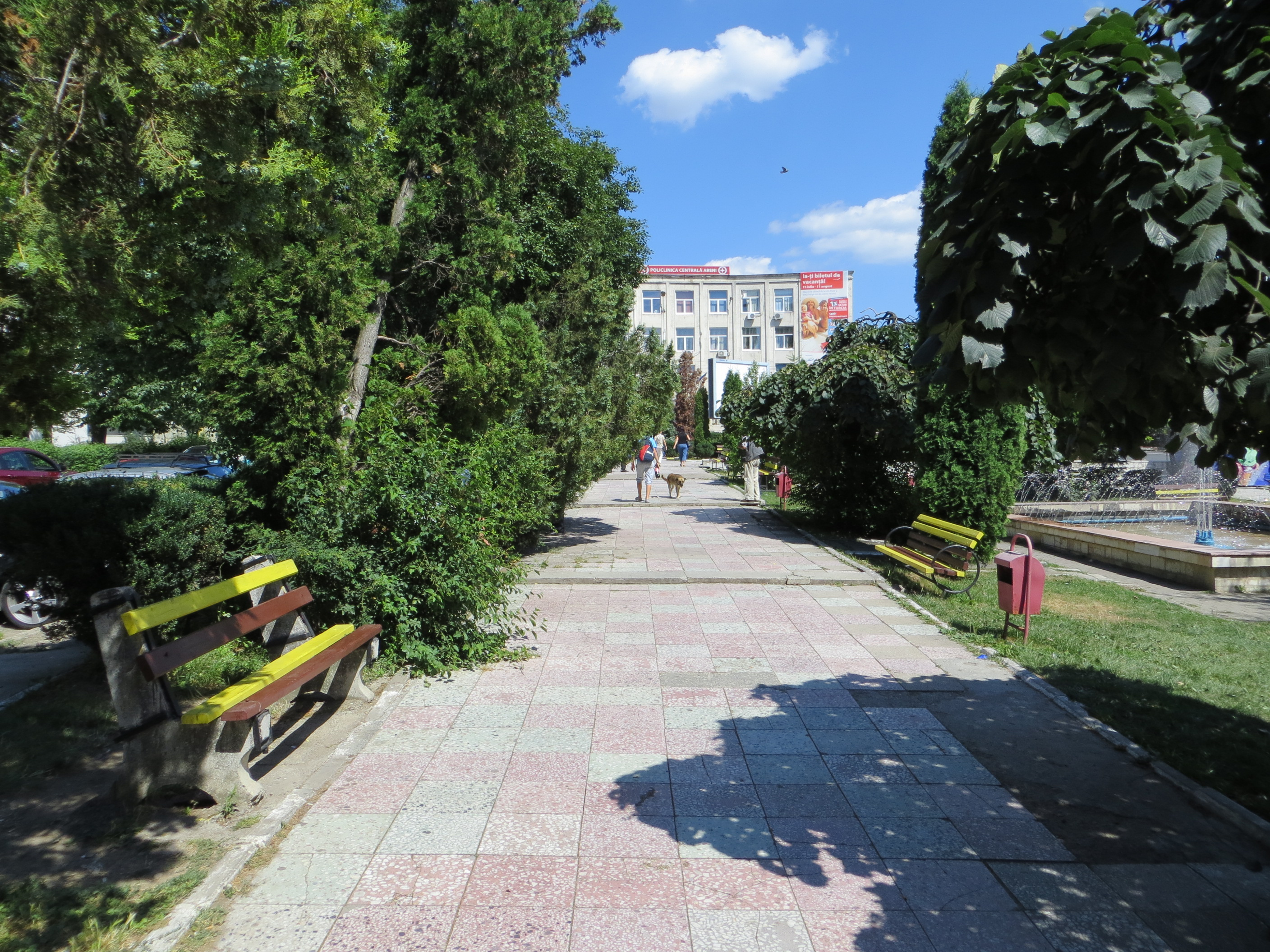
Parcul Vladimir Florea
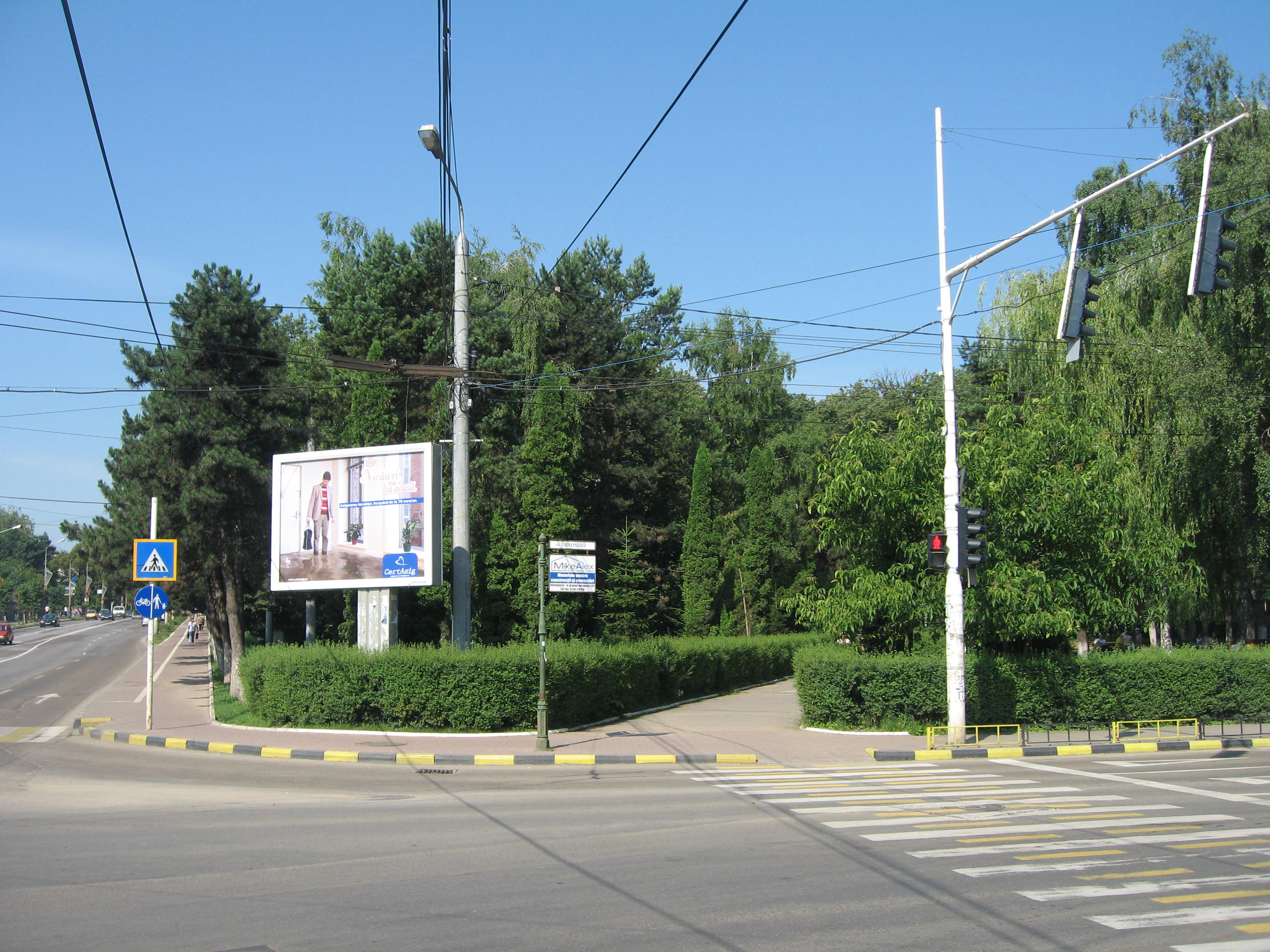
Parcul Universității
Statuia „Aruncătorul de ciocan”
Statuia „Bucuria vieții”
Statuia „Pompierul”
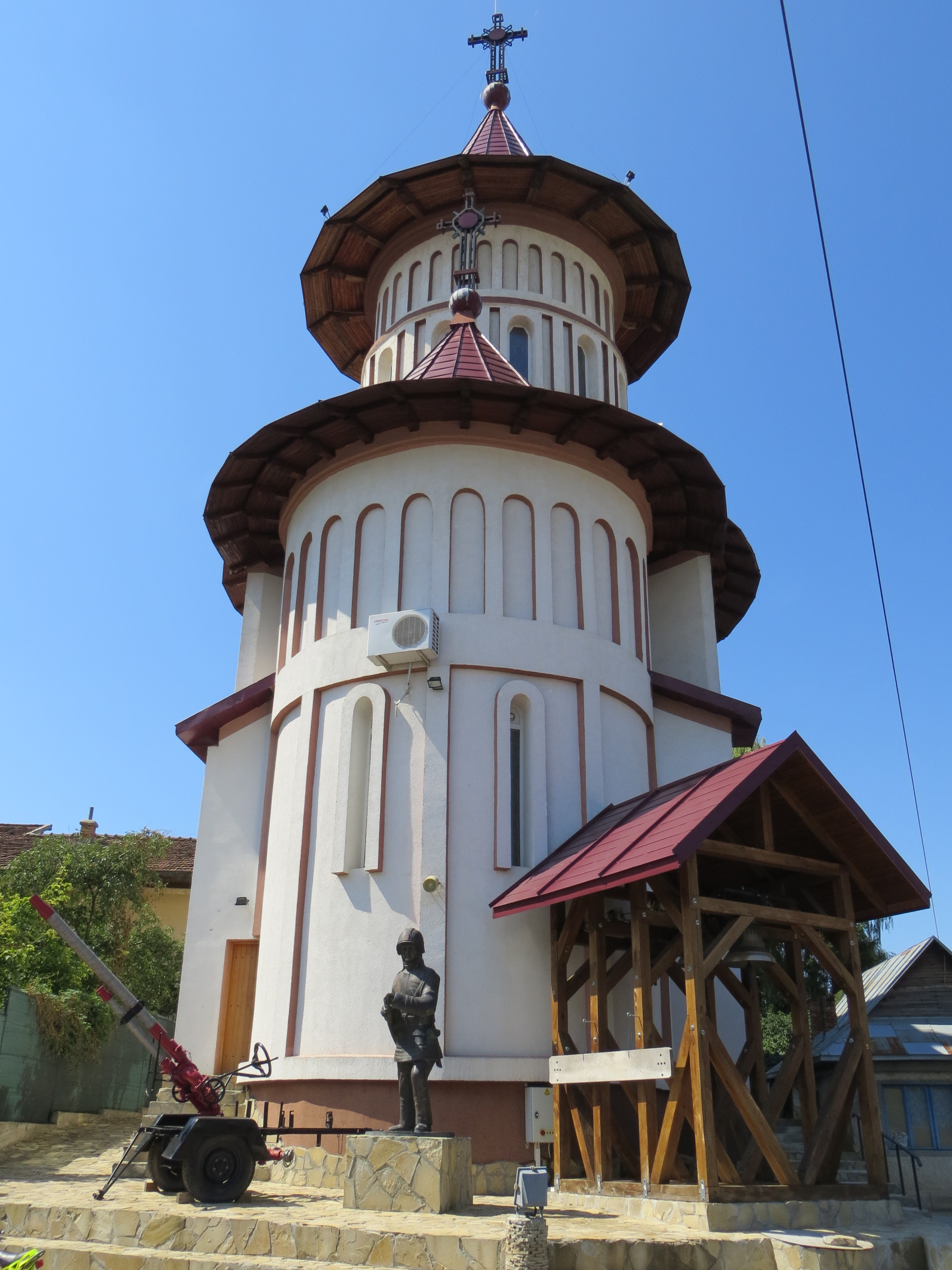
Biserica militară Sfântul Iosif cel Nou de la Partoș
Bustul fostului primar Franz Des Loges
Bustul voievodului Ștefan cel Mare
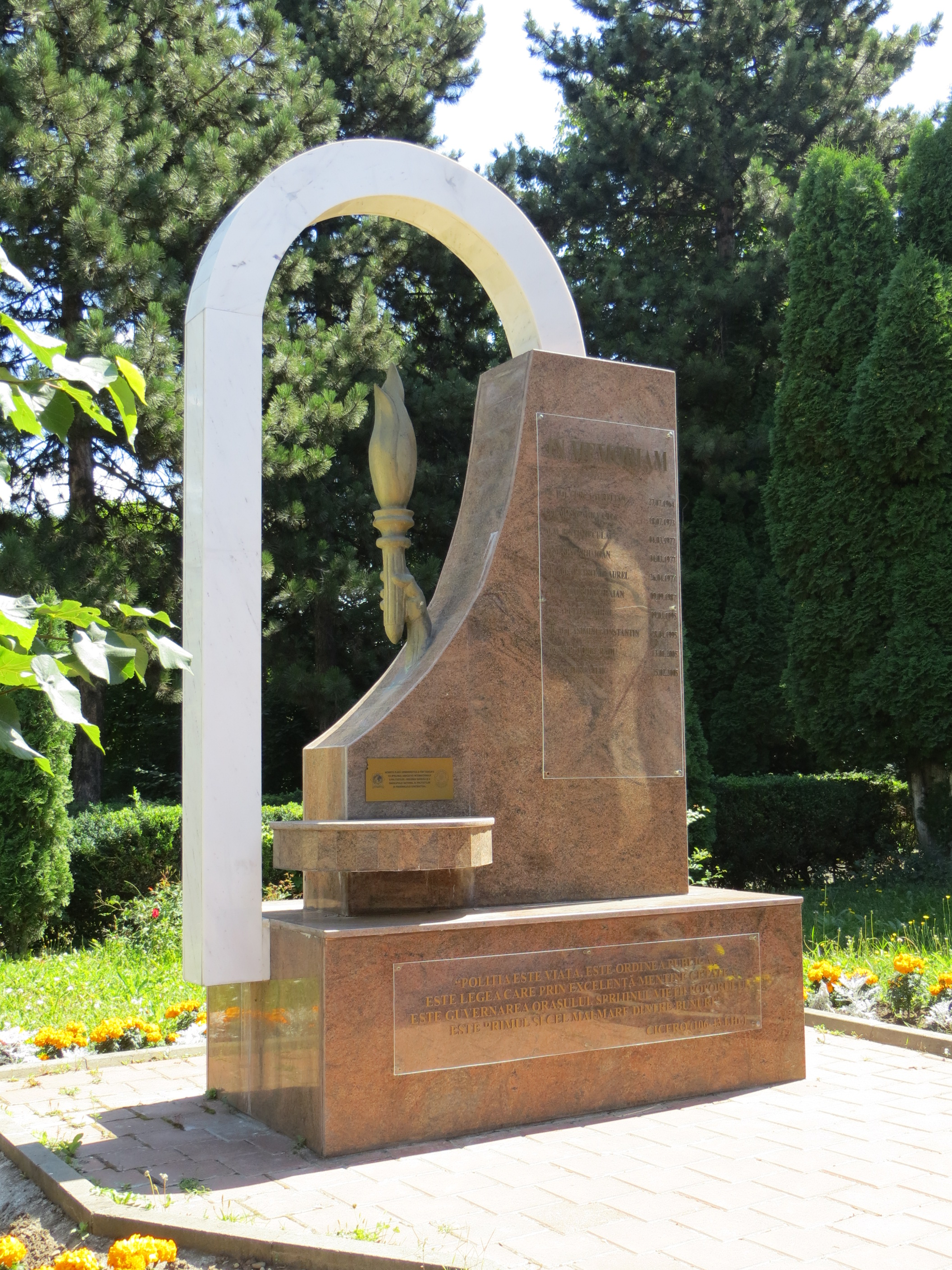
Monumentul comemorativ al Poliției
Mozaicul parietal „Miorița”
Mozaicul parietal „Nunta”
Mozaicul parietal „Primăvara”
Mozaicul parietal „Vânătoarea”

## Vezi și
- Suceava